# 音频交换文件格式
音频交换文件格式（Audio Interchange File Format，缩写为AIFF）是用于在个人电脑和其他电子音频设备中存储音频数据的一种音频格式。该格式由苹果公司于1988年在艺电公司的交换档案格式（Interchange File Format，缩写为IFF）的基础上开发而成，并被应用在苹果公司的macOS操作系统上。
标准AIFF文件中的音频采用线性PCM（pulse-code modulation），同时还存在一种被称为AIFF-C或AIFC的变体，支持多种压缩编解码器。
标准AIFF格式与SDII和WAV一并被认为是专业视频音频编辑应用的领导性格式，并且与广为人知的有损格式MP3相比，它并未经过压缩。与其它的未压缩无损音频格式相比，AIFF会占用比MP3更多的磁盘空间。在立体声的44.1 kHz采样率和16 bits采样深度的条件下，文件大小大约是每分钟10MB。 除了音频信息外，AIFF格式还可以包含循环点数据和乐谱示例，可以供硬件采样器和取样器使用。
标准AIFF文件的扩展名为.aiff或.aif，而压缩过的AIFF文件则使用.aifc作为扩展名。

## 在OS X上的AIFF格式
随着OS X的发展，苹果公司开发了事实上用于替代小端格式的新型AIFF格式， 
因为标准的AIFF格式没有规定可供替代的字节顺序，因此苹果使用了已有的AIFF-C压缩结构并且开发了一个被称为sowt (twos spelled backwards)的"伪压缩的"编码。标准AIFF文件与AIFF-C/sowt文件唯一不同的是字节顺序，与压缩无关。
苹果公司使用这种小端格式的AIFF类型作为OS X的标注。当一个文件被以"AIFF"格式导入或导出iTunes时，它实际上用的是AIFF-C/sowt。当一个来自音频CD的音频文件以拖拽到OS X的桌面的方式被导入时，产生的文件也是AIFF-C/sowt文件。在一切情况下，苹果将文件简单地称为"AIFF" 并且使用".aiff"作为扩展名。
对于绝大部分用户来说，这个技术细节是完全无法察觉且不重要的。标准AIFF与AIFF-C/sowt的音质是一样的，并且数据可以被无损地转换回来。然而，老式音频软件的用户可能会发现AIFF-C/sowt文件不会被播放，或在打开时提示用户转换格式，或发出类似静电干扰的噪声。
所有传统的AIFF与AIFF-C文件继续正常地工作在OS X上（包括基于英特尔芯片的设备），并且许多第三方音频软件像硬件一样能够良好地支持标准大端模式字节顺序的AIFF。
提示: 在Mac OS X version 10.4.9上，系统有时会错误地将文件的图标显示为AIFC的图标同时显示.aif扩展名，无论文件的真实格式是AIFF或AIFF-C。这可以被验证——在一个hex editor中打开文件并查看类型块。当从QuickTime导出文件时，这会有时发生，并且经常发生在PC与Mac交换文件时，或从压缩文件中提取音频。

## AIFF在苹果公司裡的扩展
苹果还创造了另一个苹果的AIFF格式的扩展，被用于GarageBand和Logic Audio，该扩展允许包含音高、节拍数据、MIDI-sequence数据和参考数据重放乐器在GarageBand应用中的另一个类型里。
无论类型如何，Apple Loops 皆使用.aiff （或.aif）作为扩展名。

## 数据格式
一个AIFF文件被分为很多“块”，每个“块”被一个“块ID”识别，更多概括地视为FourCC。
被发现在AIFF文件中的“块”的类型：
- 共有块 (必需)
- 音频数据块 (必需)
- 标记块
- 乐器块
- 说明块
- 名称块
- 作者块
- 版权块
- 注释块
- 声频录制块
- MIDI数据块
- 应用块
- ID3 Chunk

## AIFF-C 公共压缩类型
AIFF仅支持未压缩的PCM数据。AIFF-C也支持压缩过的音频格式，在COMM块中有详细说明。压缩过的类型是"NONE"和PCM音频数据。压缩过的类型伴随一个可打印的名字，公共压缩类型与名字被包含，但是不限制：
| 压缩类型 | 压缩名字                                   | 数据                              | 来源                                         |
| -------- | ------------------------------------------ | --------------------------------- | -------------------------------------------- |
| NONE     | 未压缩                                     | PCM                               | Apple Inc.                                   |
| fl32     | 32位浮点                                   | IEEE 32位浮点                     | Apple Inc.                                   |
| fl64     | 64位浮点                                   | IEEE 64位浮点                     | Apple Inc.                                   |
| alaw     | ALaw 2:1                                   | 8位 ITU-T G.711 A-law             | Apple Inc.                                   |
| ulaw     | µLaw 2:1                                   | 8位 ITU-T G.711 µ-law             | Apple Inc.                                   |
| ALAW     | CCITT G.711 A-law                          | 8位 ITU-T G.711 A-law (64 kbps)   | SGI                                          |
| ULAW     | CCITT G.711 u-law                          | 8-bit ITU-T G.711 µ-law (64 kbps) | SGI                                          |
| FL32     | Float 32                                   | IEEE 32位浮点                     | SoundHack & Csound                           |
| ADP4     | 4:1 Intel/DVI ADPCM                        |                                   | SoundHack                                    |
| ima4     | IMA 4:1                                    |                                   |                                              |
| ACE2     | ACE 2-to-1                                 |                                   | Apple IIGS ACE (Audio Compression/Expansion) |
| ACE8     | ACE 8-to-3                                 |                                   |                                              |
| DWVW     | 可变字宽（Delta With Variable Word Width） |                                   | TX16W Typhoon                                |
| MAC3     | MACE 3-to-1                                |                                   | Apple Inc.                                   |
| MAC6     | MACE 6-to-1                                |                                   | Apple Inc.                                   |
| Qclp     | Qualcomm PureVoice                         |                                   | Qualcomm                                     |
| QDMC     | QDesign Music                              |                                   | QDesign                                      |
| rt24     | RT24 50:1                                  |                                   | Voxware                                      |
| rt29     | RT29 50:1                                  |                                   | Voxware                                      |